# Fußball-Weltmeisterschaft 2022/Gruppe C
| Pl. | Land          | Sp. | S | U | N | Tore    | Diff. | Punkte |
| --- | ------------- | --- | - | - | - | ------- | ----- | ------ |
| 1.  | Argentinien   | 3   | 2 | 0 | 1 | 005:200 | +3    | 06     |
| 2.  | Polen         | 3   | 1 | 1 | 1 | 002:200 | ±0    | 04     |
| 3.  | Mexiko        | 3   | 1 | 1 | 1 | 002:300 | −1    | 04     |
| 4.  | Saudi-Arabien | 3   | 1 | 0 | 2 | 003:500 | −2    | 03     |

Gruppe C der Fußball-Weltmeisterschaft 2022:

## Argentinien – Saudi-Arabien 1:2 (1:0)
| Argentinien                                                                      | Argentinien | Saudi-Arabien | Saudi-Arabien | Aufstellung                                 |
| -------------------------------------------------------------------------------- | --- | --- | ------------- | ------------------------------------------- |
| Argentinien                                                                      | \| 1. Spieltag \| \| 22. November 2022 um 13:00 Uhr (11:00 Uhr MEZ) in Lusail (Lusail Iconic Stadium) \| \| Zuschauer: 88.012 \| \| Schiedsrichter: Slavko Vinčić ( Slowenien) 1 \| \| Spielbericht \| | \| 1. Spieltag \| \| 22. November 2022 um 13:00 Uhr (11:00 Uhr MEZ) in Lusail (Lusail Iconic Stadium) \| \| Zuschauer: 88.012 \| \| Schiedsrichter: Slavko Vinčić ( Slowenien) 1 \| \| Spielbericht \| | Saudi-Arabien | Aufstellung Argentinien gegen Saudi-Arabien |
| Argentinien                                                                      | Emiliano Martínez – Nahuel Molina, Cristian Romero (59. Lisandro Martínez), Nicolás Otamendi, Nicolás Tagliafico (71. Marcos Acuña) – Rodrigo de Paul, Leandro Paredes (59. Enzo Fernández) – Ángel Di María, Lionel Messi , Papu Gómez (59. Julián Álvarez) – Lautaro Martínez Cheftrainer: Lionel Scaloni | Mohammed al-Owais – Saud Abdulhamid, Hassan al-Tambakti, Ali al-Bulaihi, Yasser al-Shahrani (90.+9' Mohammed al-Breik) – Mohamed Kanno, Abdulellah al-Malki – Saleh al-Shehri (78. Sultan al-Ghanam), Salman al-Faraj (45.+4' Nawaf al-Abed (89. Abdulelah al-Amri)), Salem al-Dawsari – Firas al-Buraikan (89. Haitham Asiri) Cheftrainer: Hervé Renard ( Frankreich) | Saudi-Arabien | Aufstellung Argentinien gegen Saudi-Arabien |
| Argentinien                                                                      | 1:0 Messi (10., Foulelfmeter) | 1:1 al-Shehri (48.) 1:2 al-Dawsari (53.) | Saudi-Arabien | Aufstellung Argentinien gegen Saudi-Arabien |
| Argentinien                                                                      | al-Malki (67.), al-Bulaihi (75.), al-Dawsari (79.), Abdulhamid (82.), al-Abed (88.), al-Owais (90.+2') | | Saudi-Arabien | Aufstellung Argentinien gegen Saudi-Arabien |
| Argentinien                                                                      | Spieler des Spiels: Mohammed al-Owais (Saudi-Arabien) | | Saudi-Arabien | Aufstellung Argentinien gegen Saudi-Arabien |
| 1. Spieltag                                                                      | | |               |                                             |
| 22. November 2022 um 13:00 Uhr (11:00 Uhr MEZ) in Lusail (Lusail Iconic Stadium) | | |               |                                             |
| Zuschauer: 88.012                                                                | | |               |                                             |
| Schiedsrichter: Slavko Vinčić ( Slowenien) 1                                     | | |               |                                             |
| Spielbericht                                                                     | | |               |                                             |

## Mexiko – Polen 0:0
| Mexiko                                                               | Mexiko | Polen | Polen | Aufstellung                    |
| -------------------------------------------------------------------- | --- | --- | ----- | ------------------------------ |
| Mexiko                                                               | \| 1. Spieltag \| \| 22. November 2022 um 19:00 Uhr (17:00 Uhr MEZ) in Doha (Stadium 974) \| \| Zuschauer: 39.369 \| \| Schiedsrichter: Chris Beath ( Australien) 2 \| \| Spielbericht \|                                                                                      | \| 1. Spieltag \| \| 22. November 2022 um 19:00 Uhr (17:00 Uhr MEZ) in Doha (Stadium 974) \| \| Zuschauer: 39.369 \| \| Schiedsrichter: Chris Beath ( Australien) 2 \| \| Spielbericht \| | Polen | Aufstellung Mexiko gegen Polen |
| Mexiko                                                               | Guillermo Ochoa – Jorge Sánchez, César Montes, Héctor Moreno, Jesús Gallardo – Héctor Herrera (71. Carlos Rodríguez), Edson Álvarez, Luis Chávez – Hirving Lozano, Henry Martín (71. Raúl Jiménez), Alexis Vega (84. Uriel Antuna) Cheftrainer: Gerardo Martino ( Argentinien) | Wojciech Szczęsny – Bartosz Bereszyński, Kamil Glik, Jakub Kiwior, Matty Cash – Jakub Kamiński, Grzegorz Krychowiak, Sebastian Szymański (71. Przemysław Frankowski), Piotr Zieliński (87. Arkadiusz Milik), Nicola Zalewski (46. Krystian Bielik) – Robert Lewandowski Cheftrainer: Czesław Michniewicz | Polen | Aufstellung Mexiko gegen Polen |
| Mexiko                                                               | Sánchez (29.), Moreno (56.) | Frankowski (76.) | Polen | Aufstellung Mexiko gegen Polen |
| Mexiko                                                               | Gelbe Karte für den Co-Trainer Jorge Theiler (61.) | Ochoa hält Foulelfmeter von Lewandowski (59.) 100. Länderspiel von Kamil Glik | Polen | Aufstellung Mexiko gegen Polen |
| Mexiko                                                               | Spieler des Spiels: Guillermo Ochoa (Mexiko) | | Polen | Aufstellung Mexiko gegen Polen |
| 1. Spieltag                                                          | | |       |                                |
| 22. November 2022 um 19:00 Uhr (17:00 Uhr MEZ) in Doha (Stadium 974) | | |       |                                |
| Zuschauer: 39.369                                                    | | |       |                                |
| Schiedsrichter: Chris Beath ( Australien) 2                          | | |       |                                |
| Spielbericht                                                         | | |       |                                |

## Polen – Saudi-Arabien 2:0 (1:0)
| Polen                                                                                | Polen | Saudi-Arabien | Saudi-Arabien | Aufstellung                           |
| ------------------------------------------------------------------------------------ | --- | --- | ------------- | ------------------------------------- |
| Polen                                                                                | \| 2. Spieltag \| \| 26. November 2022 um 16:00 Uhr (14:00 Uhr MEZ) in ar-Rayyan (Education City Stadium) \| \| Zuschauer: 44.259 \| \| Schiedsrichter: Wilton Sampaio ( Brasilien) 3 \| \| Spielbericht \|                                                                      | \| 2. Spieltag \| \| 26. November 2022 um 16:00 Uhr (14:00 Uhr MEZ) in ar-Rayyan (Education City Stadium) \| \| Zuschauer: 44.259 \| \| Schiedsrichter: Wilton Sampaio ( Brasilien) 3 \| \| Spielbericht \| | Saudi-Arabien | Aufstellung Polen gegen Saudi-Arabien |
| Polen                                                                                | Wojciech Szczęsny – Bartosz Bereszyński, Kamil Glik, Jakub Kiwior – Matty Cash, Krystian Bielik, Grzegorz Krychowiak, Przemysław Frankowski – Piotr Zieliński (63. Jakub Kamiński) – Arkadiusz Milik (71. Krzysztof Piątek), Robert Lewandowski Cheftrainer: Czesław Michniewicz | Mohammed al-Owais – Saud Abdulhamid, Abdulelah al-Amri, Ali al-Bulaihi, Mohammed al-Breik (65. Sultan al-Ghanam) – Firas al-Buraikan, Sami al-Najei (46. Nawaf al-Abed (90.+5' Hattan Bahebri)), Abdulellah al-Malki (85. Abdulrahman al-Aboud), Mohamed Kanno, Salem al-Dawsari – Saleh al-Shehri (85. Nasser al-Dawsari) Cheftrainer: Hervé Renard ( Frankreich) | Saudi-Arabien | Aufstellung Polen gegen Saudi-Arabien |
| Polen                                                                                | 1:0 Zieliński (39.) 2:0 Lewandowski (82.) | | Saudi-Arabien | Aufstellung Polen gegen Saudi-Arabien |
| Polen                                                                                | Kiwior (15.), Cash (16.), Milik (19.) | al-Malki (20.), al-Amri (45.+4') | Saudi-Arabien | Aufstellung Polen gegen Saudi-Arabien |
| Polen                                                                                | Das 2:0 war das 2.600. WM-Tor | Gelbe Karte für den Co-Trainer Laurent Bonadei (27.) Szczęsny hält Foulelfmeter von al-Dawsari (45.+1') | Saudi-Arabien | Aufstellung Polen gegen Saudi-Arabien |
| Polen                                                                                | Spieler des Spiels: Robert Lewandowski (Polen) | | Saudi-Arabien | Aufstellung Polen gegen Saudi-Arabien |
| 2. Spieltag                                                                          | | |               |                                       |
| 26. November 2022 um 16:00 Uhr (14:00 Uhr MEZ) in ar-Rayyan (Education City Stadium) | | |               |                                       |
| Zuschauer: 44.259                                                                    | | |               |                                       |
| Schiedsrichter: Wilton Sampaio ( Brasilien) 3                                        | | |               |                                       |
| Spielbericht                                                                         | | |               |                                       |

## Argentinien – Mexiko 2:0 (0:0)
| Argentinien                                                                      | Argentinien | Mexiko | Mexiko | Aufstellung                          |
| -------------------------------------------------------------------------------- | --- | --- | ------ | ------------------------------------ |
| Argentinien                                                                      | \| 2. Spieltag \| \| 26. November 2022 um 22:00 Uhr (20:00 Uhr MEZ) in Lusail (Lusail Iconic Stadium) \| \| Zuschauer: 88.966 \| \| Schiedsrichter: Daniele Orsato ( Italien) 4 \| \| Spielbericht \| | \| 2. Spieltag \| \| 26. November 2022 um 22:00 Uhr (20:00 Uhr MEZ) in Lusail (Lusail Iconic Stadium) \| \| Zuschauer: 88.966 \| \| Schiedsrichter: Daniele Orsato ( Italien) 4 \| \| Spielbericht \|                                                                                                   | Mexiko | Aufstellung Argentinien gegen Mexiko |
| Argentinien                                                                      | Emiliano Martínez – Gonzalo Montiel (63. Nahuel Molina), Nicolás Otamendi, Lisandro Martínez, Marcos Acuña – Rodrigo de Paul, Guido Rodríguez (57. Enzo Fernández) – Ángel Di María (69. Cristian Romero), Lionel Messi , Alexis Mac Allister (69. Exequiel Palacios) – Lautaro Martínez (63. Julián Álvarez) Cheftrainer: Lionel Scaloni | Guillermo Ochoa – César Montes, Néstor Araujo, Héctor Moreno – Kevin Álvarez (66. Raúl Jiménez), Héctor Herrera, Andrés Guardado (42. Erick Gutiérrez), Luis Chávez, Jesús Gallardo – Hirving Lozano (73. Roberto Alvarado), Alexis Vega (66. Uriel Antuna) Cheftrainer: Gerardo Martino ( Argentinien) | Mexiko | Aufstellung Argentinien gegen Mexiko |
| Argentinien                                                                      | 1:0 Messi (64.) 2:0 Fernández (87.) | | Mexiko | Aufstellung Argentinien gegen Mexiko |
| Argentinien                                                                      | Montiel (43.), Gutiérrez (50.) | Araujo (22.), Herrera (66.), Alvarado (89.) | Mexiko | Aufstellung Argentinien gegen Mexiko |
| Argentinien                                                                      | Spieler des Spiels: Lionel Messi (Argentinien) | | Mexiko | Aufstellung Argentinien gegen Mexiko |
| 2. Spieltag                                                                      | | |        |                                      |
| 26. November 2022 um 22:00 Uhr (20:00 Uhr MEZ) in Lusail (Lusail Iconic Stadium) | | |        |                                      |
| Zuschauer: 88.966                                                                | | |        |                                      |
| Schiedsrichter: Daniele Orsato ( Italien) 4                                      | | |        |                                      |
| Spielbericht                                                                     | | |        |                                      |

## Polen – Argentinien 0:2 (0:0)
| Polen                                                                | Polen | Argentinien | Argentinien | Aufstellung                         |
| -------------------------------------------------------------------- | --- | --- | ----------- | ----------------------------------- |
| Polen                                                                | \| 3. Spieltag \| \| 30. November 2022 um 22:00 Uhr (20:00 Uhr MEZ) in Doha (Stadium 974) \| \| Zuschauer: 44.089 \| \| Schiedsrichter: Danny Makkelie ( Niederlande) 5 \| \| Spielbericht \| | \| 3. Spieltag \| \| 30. November 2022 um 22:00 Uhr (20:00 Uhr MEZ) in Doha (Stadium 974) \| \| Zuschauer: 44.089 \| \| Schiedsrichter: Danny Makkelie ( Niederlande) 5 \| \| Spielbericht \| | Argentinien | Aufstellung Polen gegen Argentinien |
| Polen                                                                | Wojciech Szczęsny – Matty Cash, Kamil Glik, Jakub Kiwior, Bartosz Bereszyński (72. Artur Jędrzejczyk) – Piotr Zieliński, Krystian Bielik (62. Damian Szymański), Grzegorz Krychowiak (83. Krzysztof Piątek), Przemysław Frankowski (46. Jakub Kamiński) – Robert Lewandowski , Karol Świderski (46. Michał Skóraś) Cheftrainer: Czesław Michniewicz | Emiliano Martínez – Nahuel Molina, Cristian Romero, Nicolás Otamendi, Marcos Acuña (59. Leandro Paredes) – Rodrigo de Paul, Enzo Fernández, Alexis Mac Allister (83. Thiago Almada) – Ángel Di María (59. Nicolás Tagliafico), Lionel Messi , Julián Álvarez (79. Lautaro Martínez) Cheftrainer: Lionel Scaloni | Argentinien | Aufstellung Polen gegen Argentinien |
| Polen                                                                | 0:1 Mac Allister (46.) 0:2 Álvarez (67.) | | Argentinien | Aufstellung Polen gegen Argentinien |
| Polen                                                                | Krychowiak (78.) | Acuña (49.) | Argentinien | Aufstellung Polen gegen Argentinien |
| Polen                                                                | Spieler des Spiels: Alexis Mac Allister (Argentinien) | | Argentinien | Aufstellung Polen gegen Argentinien |
| 3. Spieltag                                                          | | |             |                                     |
| 30. November 2022 um 22:00 Uhr (20:00 Uhr MEZ) in Doha (Stadium 974) | | |             |                                     |
| Zuschauer: 44.089                                                    | | |             |                                     |
| Schiedsrichter: Danny Makkelie ( Niederlande) 5                      | | |             |                                     |
| Spielbericht                                                         | | |             |                                     |

## Saudi-Arabien – Mexiko 1:2 (0:0)
| Saudi-Arabien                                                                    | Saudi-Arabien | Mexiko | Mexiko | Aufstellung                            |
| -------------------------------------------------------------------------------- | --- | --- | ------ | -------------------------------------- |
| Saudi-Arabien                                                                    | \| 3. Spieltag \| \| 30. November 2022 um 22:00 Uhr (20:00 Uhr MEZ) in Lusail (Lusail Iconic Stadium) \| \| Zuschauer: 84.985 \| \| Schiedsrichter: Michael Oliver ( England) 6 \| \| Spielbericht \| | \| 3. Spieltag \| \| 30. November 2022 um 22:00 Uhr (20:00 Uhr MEZ) in Lusail (Lusail Iconic Stadium) \| \| Zuschauer: 84.985 \| \| Schiedsrichter: Michael Oliver ( England) 6 \| \| Spielbericht \| | Mexiko | Aufstellung Saudi-Arabien gegen Mexiko |
| Saudi-Arabien                                                                    | Mohammed al-Owais – Hassan al-Tambakti, Abdulelah al-Amri, Ali al-Bulaihi (37. Riyadh Sharahili) – Sultan al-Ghanam (88. Hattan Bahebri), Ali al-Hassan (46. Abdullah Madu), Mohamed Kanno, Saud Abdulhamid – Firas al-Buraikan, Saleh al-Shehri (62. Abdulrahman al-Aboud), Salem Al-Dawsari Cheftrainer: Hervé Renard ( Frankreich) | Guillermo Ochoa – Jorge Sánchez (86. Kevin Álvarez), César Montes, Héctor Moreno, Jesús Gallardo – Edson Álvarez (86. Rogelio Funes Mori), Luis Chávez – Hirving Lozano, Orbelín Pineda (77. Raúl Jiménez), Alexis Vega (46. Uriel Antuna) – Henry Martín (77. Carlos Rodríguez) Cheftrainer: Gerardo Martino ( Argentinien) | Mexiko | Aufstellung Saudi-Arabien gegen Mexiko |
| Saudi-Arabien                                                                    | 1:2 al-Dawsari (90.+5') | 0:1 Martín (47.) 0:2 Chávez (52.) | Mexiko | Aufstellung Saudi-Arabien gegen Mexiko |
| Saudi-Arabien                                                                    | Al-Shehri (28.), Al-Hassan (34.), Al-Tambakti (52.), Madu (81.), Al-Amri (90.+1'), Bahebri (90.+7') | Álvarez (16.) | Mexiko | Aufstellung Saudi-Arabien gegen Mexiko |
| Saudi-Arabien                                                                    | Spieler des Spiels: Luis Chávez (Mexiko) | | Mexiko | Aufstellung Saudi-Arabien gegen Mexiko |
| 3. Spieltag                                                                      | | |        |                                        |
| 30. November 2022 um 22:00 Uhr (20:00 Uhr MEZ) in Lusail (Lusail Iconic Stadium) | | |        |                                        |
| Zuschauer: 84.985                                                                | | |        |                                        |
| Schiedsrichter: Michael Oliver ( England) 6                                      | | |        |                                        |
| Spielbericht                                                                     | | |        |                                        |